# Saint-Mandé (Métro Paris)

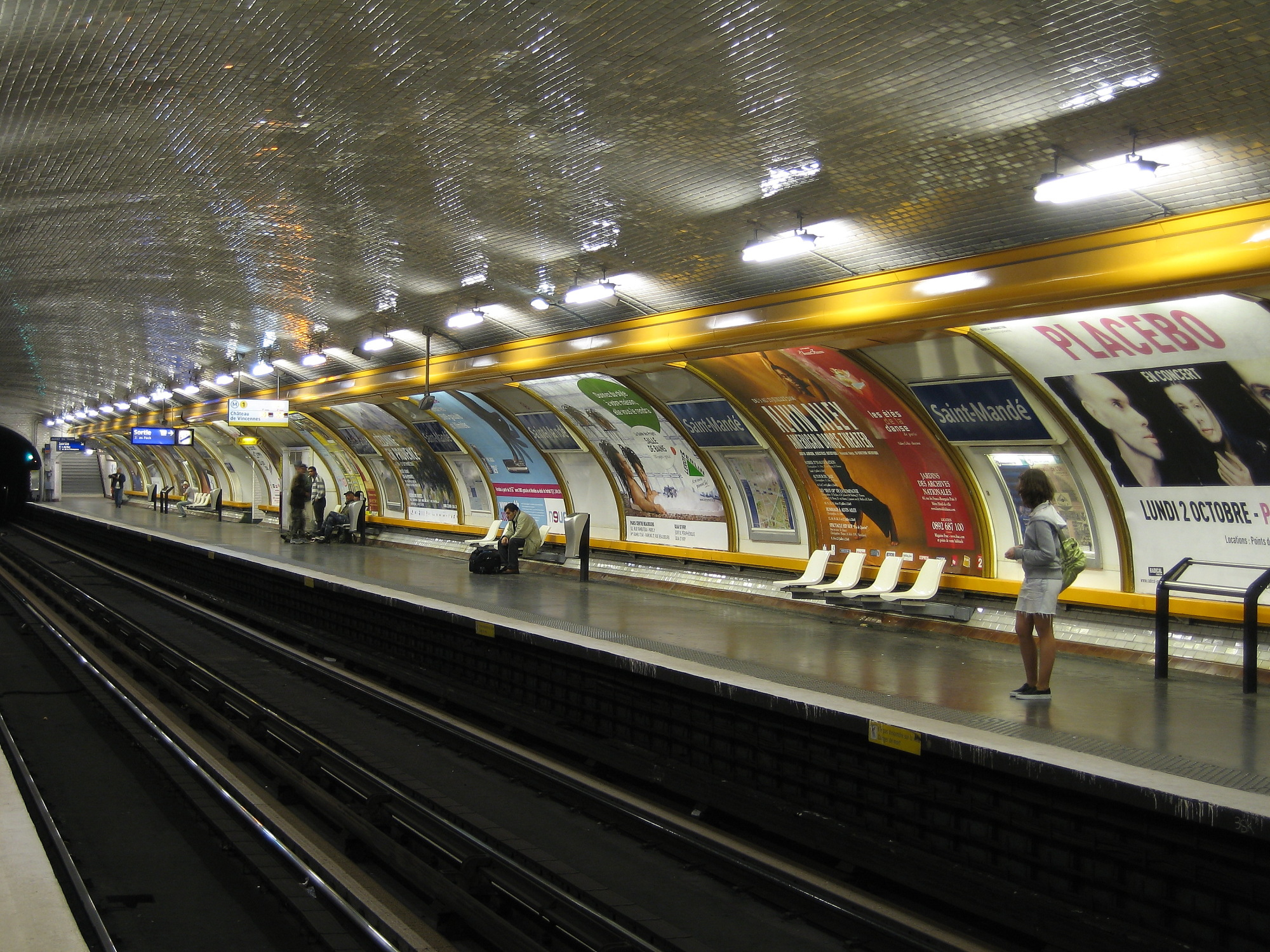
Station im Dekor der 1970er Jahre, 2006

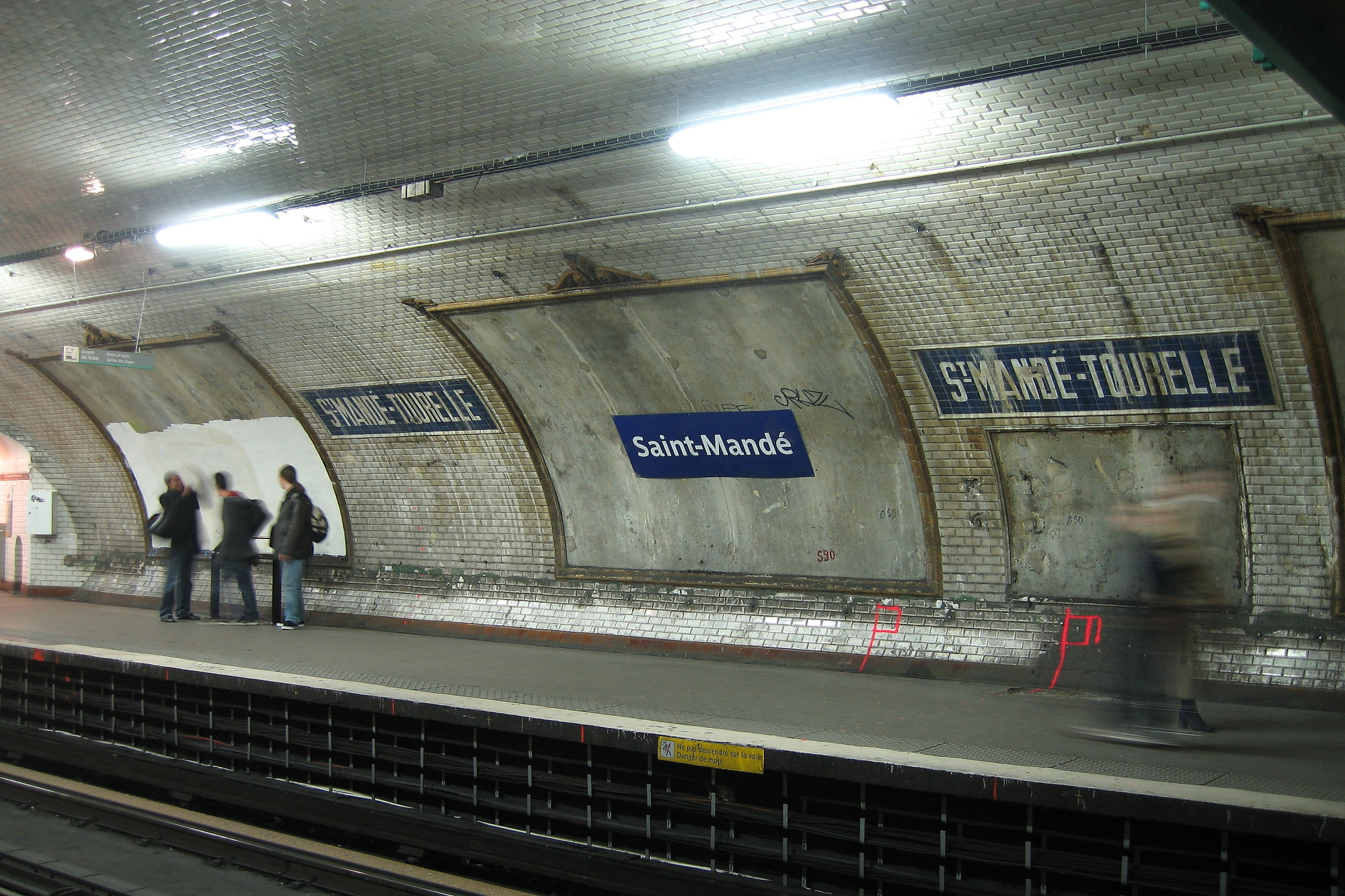
Nach der Entfernung der Paneele kamen die alten Stationsschilder zum Vorschein, 2008

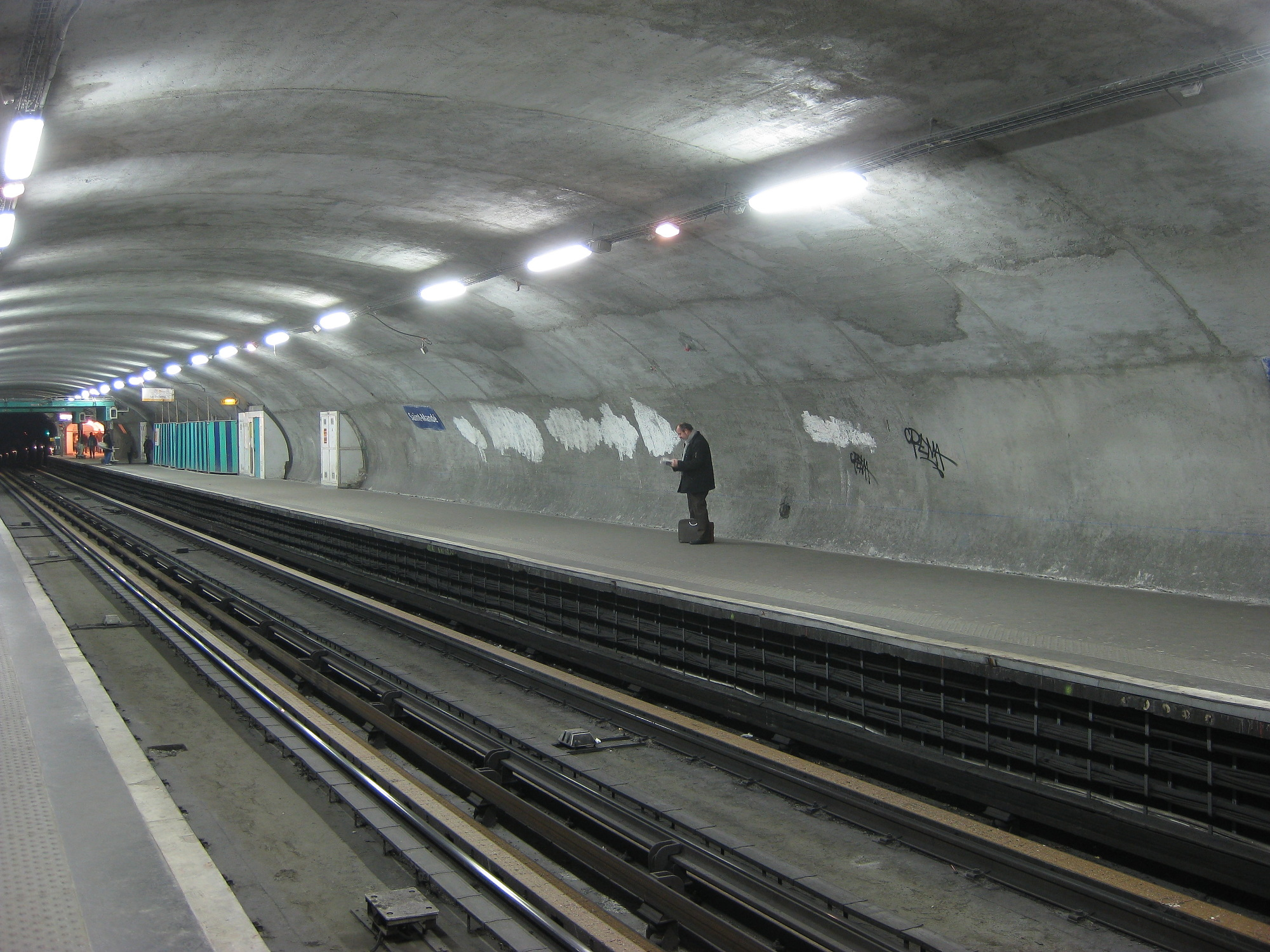
Ihrer Fliesen beraubte Station während des Umbaus, 2009

Der U-Bahnhof Saint-Mandé [sɛ̃ mɑ̃de] ist eine unterirdische Station der Linie 1 der Pariser Métro. Er zählt zu den ersten Métrostationen, die außerhalb des Stadtgebiets von Paris eröffnet wurden.

## Lage
Die Station befindet sich ca. 200 m östlich der Pariser Stadtgrenze. Sie liegt längs unter der Avenue de Paris, die dort die Grenze zwischen den Vororten Saint-Mandé und Vincennes bildet, östlich der Avenue Gallieni.

## Name
Namengebend ist der Vorort Saint-Mandé. Dessen Name bezieht sich auf einen bretonischen Eremiten des 7. Jahrhunderts, dessen Reliquien in die Region Paris verbracht wurden.
Bei ihrer Eröffnung trug die Station nach dem dortigen Stadtteil den Namen „Tourelle“ (Türmchen). Dieser bezog sich auf einen im 13. Jahrhundert errichteten Wachturm im Umfeld des Schlosses Château de Vincennes. Am 26. April 1937 wurde die Station in „Saint-Mandé — Tourelle“ umbenannt. Auf den Zusatz „Tourelle“ wird vermutlich seit den 1970er Jahren bei den Stationsschildern und seit Ende der 1990er Jahre generell verzichtet.

## Geschichte und Beschreibung
Die Station wurde am 24. März 1934 mit der 2300 m langen westlichen Verlängerung der Linie 1 von Porte de Vincennes bis Château de Vincennes in Betrieb genommen. Anfang der 1960er Jahre wurde sie von 75 m auf 90 m verlängert, um Sechs-Wagen-Züge aufnehmen zu können, und die Strecke für den Betrieb mit gummibereiften Zügen umgebaut. In den 1970er Jahren wurden die Seitenwände verkleidet und neue Sitze und Leuchtkörper installiert.
Im Zuge der Einführung des fahrerlosen Betriebs wurden im Mai 2008 die Bahnsteige erhöht. Die Wandverkleidungen wurden wieder entfernt und später Bahnsteigtüren installiert. Zwischen Mai 2011 und Dezember 2012 erfolgte die Umstellung auf den Betrieb mit vollautomatischen Zügen.
Die Station liegt unter einem elliptischen, weiß gefliesten Deckengewölbe, die beiden Streckengleise werden von Seitenbahnsteigen flankiert. Sie hat an jedem Stationsende zwei Zugänge, die in der Avenue de Paris und am östlichen Ende der Avenue Gallieni liegen. Drei davon sind mit von Adolphe Dervaux im Stil des Art déco entworfenen Kandelabern markiert. Nahe der Place du Géneral Leclerc existiert zudem ein Ausgang mit einer Rolltreppe.

## Fahrzeuge
Seit den frühen 1930er Jahren verkehrten auf der Linie 1 grau lackierte Fünf-Wagen-Züge (mit rotem 1.-Klasse-Wagen) der Bauart Sprague-Thomson, die sich dort bis in die 1960er Jahre hielten. Ab Mai 1963 wurden die auf Schienen verkehrenden Sprague-Thomson-Züge sukzessive durch gummibereifte Fahrzeuge der Baureihe MP 59 abgelöst, bis Dezember 1964 herrschte Mischverkehr der zwei Betriebsarten. 1997 folgte die Baureihe MP 89 CC, die mit der Aufnahme des automatischen Betriebs der Baureihe MP 05 wich.